# Lherm (Lot)
Lherm ist eine französische Gemeinde mit 234 Einwohnern (Stand 1. Januar 2022) im Département Lot in der Region Okzitanien. Sie gehört zum Kanton Puy-l’Évêque und zum Arrondissement Cahors.

## Lage
Das Gemeindegebiet wird vom Fluss Masse durchquert.
Nachbargemeinden sind Les Arques im Norden, Montgesty im Osten, Pontcirq im Südosten, Les Junies im Süden und Goujounac im Westen.

## Sehenswürdigkeiten

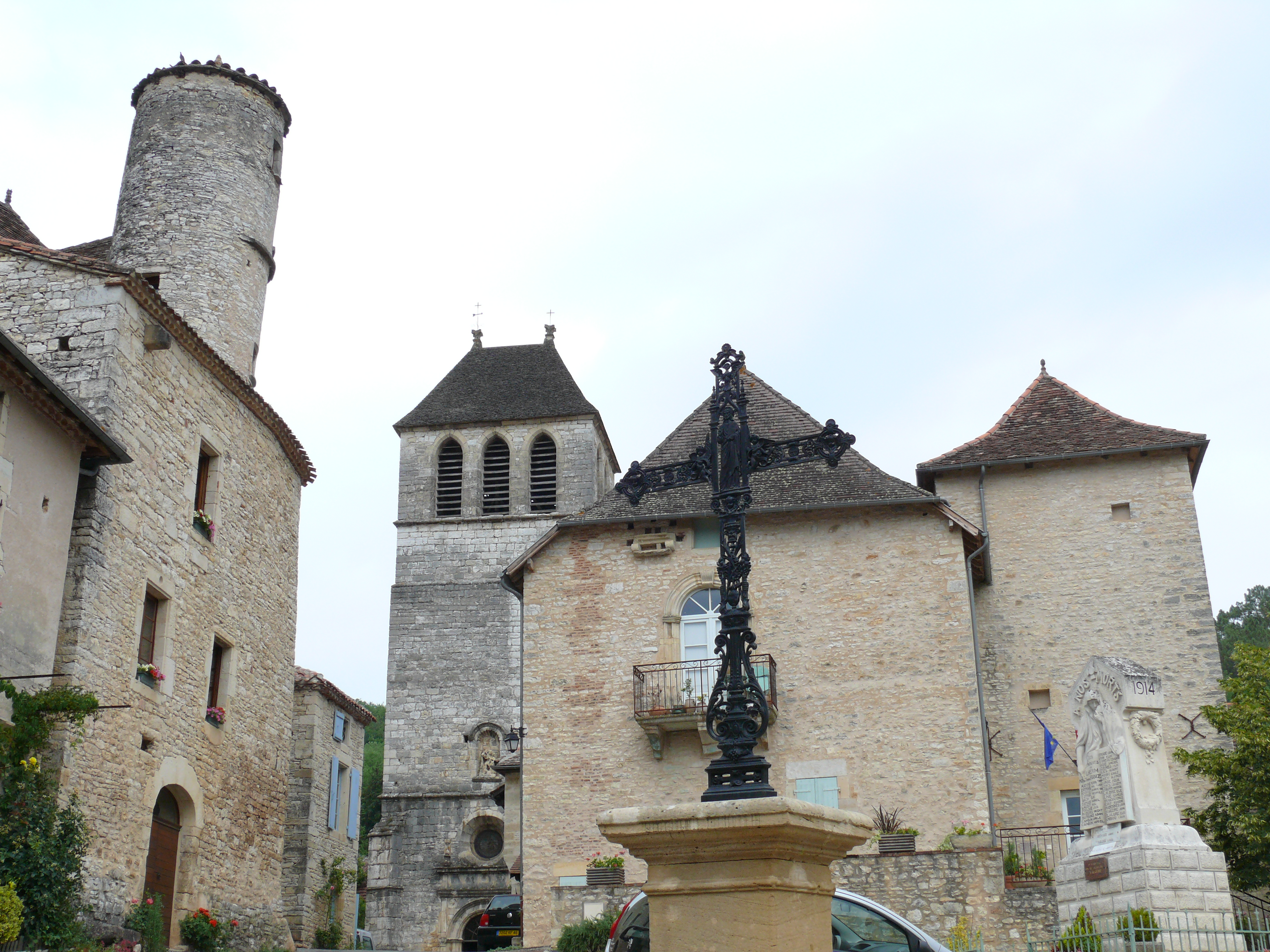
Kirche Notre-Dame, Monument historique seit 1979

## Bevölkerungsentwicklung
| Jahr      | 1962 | 1968 | 1975 | 1982 | 1990 | 1999 | 2008 | 2018 |
| --------- | ---- | ---- | ---- | ---- | ---- | ---- | ---- | ---- |
| Einwohner | 305  | 301  | 239  | 228  | 232  | 222  | 235  | 228  |